# Episodi di Unforgettable (seconda stagione)
La seconda stagione della serie televisiva Unforgettable, composta da 13 episodi, è trasmessa negli Stati Uniti, paese d'origine della serie, da CBS dal 28 luglio 2013; i primi sette episodi, andati in onda dal 28 luglio all'8 settembre 2013, sono stati trasmessi in prima visione assoluta, mentre i restanti episodi andranno in onda dal 4 aprile 2014.
In Italia la stagione è stata trasmessa in prima visione satellitare da Fox Crime, canale pay della piattaforma Sky, dal 31 ottobre 2013 al 23 gennaio 2014; a partire dall'ottavo episodio, l'emittente italiana ha trasmesso la stagione in prima visione assoluta.
| nº | Titolo originale   | Titolo italiano             | Prima TV USA      | Prima TV Italia  |
| -- | ------------------ | --------------------------- | ----------------- | ---------------- |
| 1  | Big Time           | La grande occasione         | 28 luglio 2013    | 31 ottobre 2013  |
| 2  | Incognito          | Infiltrata                  | 4 agosto 2013     | 7 novembre 2013  |
| 3  | Day of the Jackie  | Operazione Alpha Five       | 11 agosto 2013    | 14 novembre 2013 |
| 4  | Memory Kings       | Il gruppo di ricerca        | 18 agosto 2013    | 21 novembre 2013 |
| 5  | Past Tense         | Sulle tracce dei terroristi | 25 agosto 2013    | 28 novembre 2013 |
| 6  | Line Up or Shut Up | A tutto gas                 | 1º settembre 2013 | 5 dicembre 2013  |
| 7  | Maps and Legends   | Mappe e leggende            | 8 settembre 2013  | 12 dicembre 2013 |
| 8  | Till Death         | La coppia felice            | 4 aprile 2014     | 2 gennaio 2014   |
| 9  | Flesh and Blood    | La cellula dormiente        | 11 aprile 2014    | 16 gennaio 2014  |
| 10 | Manhunt            | Central Park                | 18 aprile 2014    | 19 dicembre 2013 |
| 11 | East of Islip      | A Est di Islip              | 25 aprile 2014    | 26 dicembre 2013 |
| 12 | Omega Hour         | Ora Omega                   | 2 maggio 2014     | 9 gennaio 2014   |
| 13 | Reunion            | Classe del 93               | 9 maggio 2014     | 23 gennaio 2014  |

## La grande occasione
- Titolo originale: Bigtime
- Diretto da: Jean de Segonzac
- Scritto da: Ed Redlich, John Bellucci, J. Robert Lennon

### Trama
Carrie e Al si uniscono alla squadra Crimini Maggiori della Polizia di New York, per lavorare a casi di alto profilo. Il primo caso a cui devono lavorare è il rapimento di una bambina.

## Infiltrata
- Titolo originale: Incognito
- Diretto da: Seith Mann
- Scritto da: Spencer Hudnut, J. Robert Lennon

### Trama
Carrie e Al riescono ad acciuffare Eve, una donna che fa parte di un team di pericolosi rapinatori di banche. Durante l'interrogatorio scoprono che nessuno degli affiliati conosce l'identità degli altri, così Carrie decide di infiltrarsi nel gruppo fingendo di essere Eve. Il suo compito sarà quello di sventare una rapina a Manhattan e scoprire chi si celi dietro al fantomatico leader Kilborn.

## Operazione Alpha Five
- Titolo originale: Day of the Jackie
- Diretto da: Paul Holahan
- Scritto da: Wendy Battles, J. Robert Lennon

### Trama
Carrie e Al indagano sulla morte di Scott Dirkson, un uomo che è stato trovato senza vita, probabilmente avvelenato, in una camera d'albergo di Manhattan. Ad un secondo sopralluogo sulla scena del crimine, Carrie scopre un particolare che le era sfuggito, la presenza di un dispositivo di estrazione dati che puntava alla stanza proprio sopra quella di Dirkson. La squadra deve sbrigarsi a trovare il vero obiettivo del killer prima che muoia altra gente.

## Il gruppo di ricerca
- Titolo originale: Memory Kings
- Diretto da: Peter Werner
- Scritto da: Sam Montgomery, J. Robert Lennon

### Trama
Il neurologo che ha aiutato Carrie a far luce sulla sua predisposizione a ricordare tutto viene ucciso e, poco dopo, anche un'altra donna legata al dottore e al gruppo di ricerca sull'ipertrimesia viene trovata morta. Carrie a Al, così, rintracciano gli altri partecipanti al gruppo per cercare di capire chi sia il colpevole e perché lo stia facendo.

## Sulle tracce dei terroristi
- Titolo originale: Past tense
- Diretto da: Matt Earl Beesley
- Scritto da: Barry Schindler, J. Robert Lennon

### Trama
L'omicidio di un taxista di origine afghane genera sospetti: sembra, infatti, che l'evento sia collegato con un'indagine dell'FBI sul terrorismo mediorientale. Indagando, Carrie scoprirà una verità ancora più articolata.

## A tutto gas
- Titolo originale: Line Up or Shut Up
- Diretto da: Peter Werner
- Scritto da: Sam Montgomery, J. Robert Lennon

### Trama
Carrie e Al investigano sulla morte di un giovane uomo ritrovato senza vita all'interno di una macchina di lusso che il ragazzo stava consegnando a un diplomatico.

## Mappe e leggende
- Titolo originale: Maps e Legends
- Diretto da: Jean de Segonzac
- Scritto da: Quinton Peeples

### Trama
Carrie e Al indagano sulla morte di John Patton, un esploratore trovato morto nella biblioteca di New York; con ogni probabilità è stato avvelenato da una massiccia esposizione al C-4. Forse stava costruendo una bomba per creare un'esplosione nel punto in cui, secondo antiche leggende, pare fosse sepolto un tesoro.

## La coppia felice
- Titolo originale: Till Death
- Diretto da: Jan Eliasberg
- Scritto da: Barry Schindel

### Trama
Dopo l'omicidio di una coppia benestante, Carrie e Al lavorano sotto copertura fingendosi una coppia per attirare il killer.

## La cellula dormiente
- Titolo originale: Flesh and Blood

### Trama
Carrie riesce a catturare una pericolosa assassina che fino ad ora era riuscita a sfuggirle, ma deve mettere da parte la sua personale vendetta perché la donna è in possesso di informazioni chiave su un attentato terroristico in programma a New York e messo a punto da cellule dormienti di cui anche lei ne fa parte.

## Central Park
- Titolo originale: Manhunt
- Diretto da: David Platt
- Scritto da: Barry M. Schkolnick

### Trama
Per l'omicidio di un noto penalista il principale sospettato è Sawn Manning, un condannato da poco uscito di prigione che potrebbe aver agito per vendetta. Carrie e Al però credono alla sua innocenza.

## A est di Islip
- Titolo originale: East of Islip
- Diretto da: Oz Scott
- Scritto da: Wendy Battles

### Trama
Eliot manda Carrie e Al negli Hamptons, ospitandoli nella sua casa, per indagare sull'omicidio di una donna il cui corpo è stato ritrovato sulla spiaggia e che sembra possa essere la quindicesima vittima di un serial killer.

## L'ora omega
- Titolo originale: Omega hour
- Diretto da: Rick Bota
- Scritto da: Spencer Hudnut

### Trama
Eliot e il Sindaco, dopo un evento a cui hanno partecipato anche Carrie e Jo, rimangono intrappolati in un ascensore. L'attacco è stato lanciato da un cyber-criminale che minaccia di ucciderli. Tutti gli ospiti vengono presi in ostaggio mentre Carrie e Jo riescono a nascondersi e cercano di trovare una soluzione per salvare tutti.

## Classe del 93
- Titolo originale: Reunion
- Diretto da: Paul Holahan
- Scritto da: John Bellucci, Bill Chais

### Trama
La riunione della classe del liceo di Carrie viene sconvolta dal ritrovamento del cadavere di un suo compagno di scuola. Al aiuta Carrie nelle indagini, che deve, quindi, tornare a 22 anni prima per chiarire gli eventi che hanno portato all'omicidio.